# Km 123
Km 123 è un romanzo giallo di Andrea Camilleri, pubblicato da Mondadori nel 2019.
Il libro è stato tradotto per edizioni in lingue straniere: in tedesco (Kilometer 123, ed. Rowohlt E-Book), in spagnolo (Km 123, ed. Ediciones Destino), in catalano (Km 123, ed. Edicions 62).

## Trama
Una notte, l'imprenditore edile Giulio Davoli, tornando nella sua dimora a Roma, esce di strada all'altezza del chilometro 123 della Via Aurelia a causa di quello che sembrerebbe essere un incidente stradale dovuto al maltempo. Ma il sospetto che si tratti di un'azione premeditata si intreccia con la relazione clandestina di Giulio con Ester e il desiderio di vendetta di sua moglie Giuditta.

## Edizioni
- Andrea Camilleri, Km 123, Mondolibri, Milano 2019
- Andrea Camilleri, Km 123, Mondadori, Milano 2019 ISBN 978-88-04-71637-2
- Andrea Camilleri, Km 123, legge Maria Cristina Solazzi, Centro Internazionale del Libro Parlato, Feltre 2019
- Andrea Camilleri, Km 123, Edizione speciale Mondadori Editore, Milano 2020 ISBN 978-88-04-72593-0